# Григорьян, Кирилл Акопович
Кирилл Акопович Григорьян (род. 2 апреля 1992 года, Санкт-Петербург) — российский стрелок, бронзовый призёр летних Олимпийских игр 2016 года в стрельбе из винтовки лёжа, заслуженный мастер спорта России.

## Награды
- Медаль ордена «За заслуги перед Отечеством» II степени (25 августа 2016 года) — за высокие спортивные достижения на Играх XXXI Олимпиады 2016 года в городе Рио-де-Жанейро (Бразилия), проявленные волю к победе и целеутремленность[4].